# Astragalus bibullatus
Astragalus bibullatus is een plant uit de vlinderbloemenfamilie (Leguminosae). De soort is endemisch in Tennessee, waar deze voorkomt in cedar glades in het Central Basin in Rutherford County. In dezelfde habitat komt Astragalus tennesseensis voor.
Het is een laagblijvende, overblijvende, kruidachtige plant met een penwortel. De plant vormt vijf tot tien gladde, dunne, 5-15 cm lange stengels. De bladeren zijn afwisselend geplaatst en zijn oneven geveerd in negentien tot zevenentwintig kleine deelblaadjes. De plant bloeit in april en mei. De rechtopgaande stelen van de bloeiwijzen zijn 5-8 cm lang. De bloeiwijzen bestaan uit tien tot zestien paarse erwtachtige bloemen. De plant vormt in mei en juni vruchten. Gedurende de ontwikkeling van de vruchten, buigt de steel van de vrucht naar de grond. De vruchten zijn rijp oranjerode (zonzijde) en gele (grondzijde), bolvormige, 1,5-2,5 × 1,2-1,8 cm grote peulvruchten. Gedurende de zomer drogen de vruchten in tot stijve, tweekleppige, papierachtige, grijzig bruine peulen met kleine, afgeplatte, zwarte zaden.
De plant wordt in zijn hele verspreidingsgebied bedreigd door verandering van zijn habitat, industriële ontwikkelingen, terreinwagens en overbegrazing. Volgens onderzoek hebben de drie bestaande populaties een lage genetische diversiteit. De genetische diversiteit in zaadbanken zou groter zijn.
In de Verenigde Staten maakt de plant deel uit van de National Collection of Endangered Plants. De Missouri Botanical Garden zorgt namens het Center for Plant Conservation voor de bescherming van de plant.

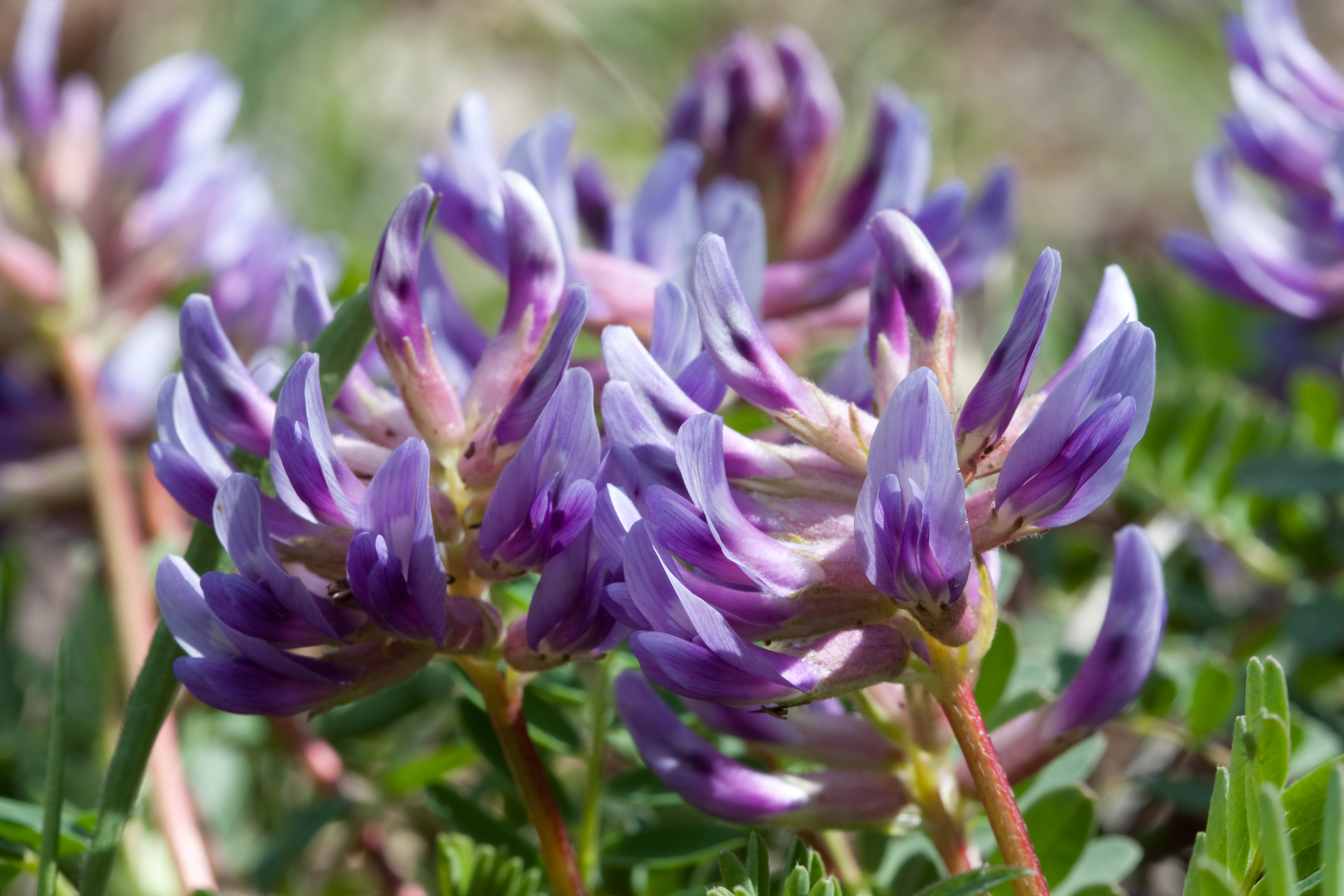
Bloeiwijzen
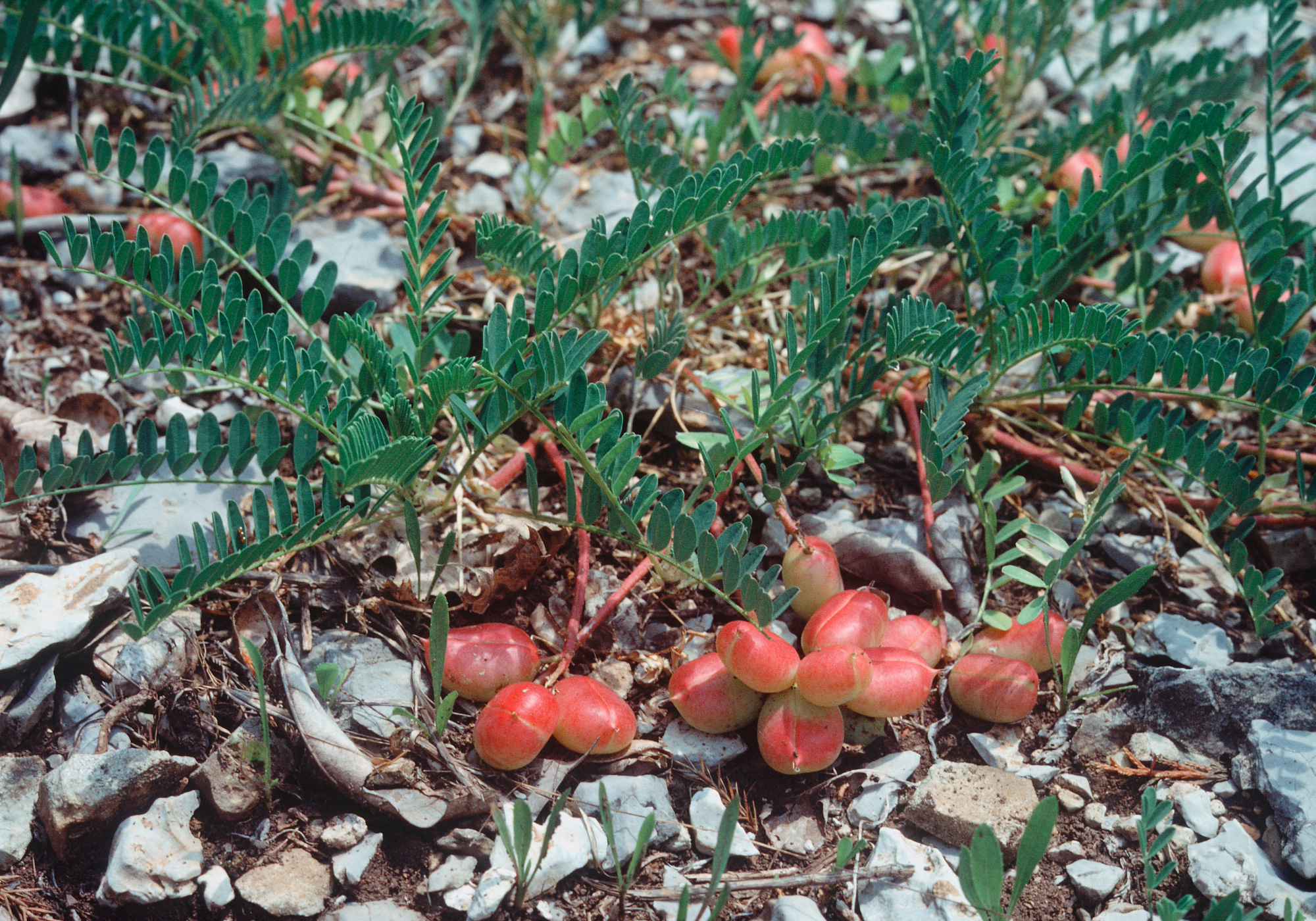
Vruchten